# Бутурлин, Дмитрий Петрович (1790)
Дмитрий Петрович Бутурли́н (30 апреля [11 мая] 1790—9 [21] октября 1849) — русский военный историк, генерал-майор, действительный тайный советник, сенатор, председатель Бутурлинского комитета.

## Биография
Представитель старинного аристократического рода Бутурлиных. Родители: капитан лейб-гвардии Измайловского полка Пётр Михайлович Бутурлин и Мария Алексеевна, урождённая княжна Шаховская.
Получил домашнее образование и в 1808 году был зачислен корнетом в Ахтырский гусарский полк. В 1810 году переведён в Кавалергардский полк, а 23 марта 1812 года — в Свиту Его Императорского Величества по квартирмейстерской части в чине подпоручика. Принимал участие в Отечественной войне и заграничных походах русской армии. За отличия в боях был награждён различными российскими и иностранными орденами и 23 октября 1813 года произведён в чин штаб-ротмистра.
1 июля 1817 года пожалован во флигель-адъютанты. В 1823 году в чине полковника принимал участие в Франко-испанской войне. За эту кампанию произведён 1 января 1824 года в генерал-майоры с назначением состоять по кавалерии, а 4 марта был снова причислен к Свите Его Императорского Величества. В Русско-турецкую войну 1828—1829 служил генерал-квартирмейстером 2-й армии; по окончании войны, 4 января 1830 года уволен в отставку по собственному прошению.
Согласно мемуарам С. П. Трубецкого, Д. П. Бутурлин являлся членом «Ордена русских рыцарей». По показаниям М. П. Бестужева-Рюмина, возможно, состоял участником Союза благоденствия. Однако в повторном показании он утверждал, что «о Бутурлине ничего не слыхал». К следствию по делу декабристов привлечён не был.
14 мая 1833 года был назначен в межевой департамент Правительствующего сената с переименованием в чин тайного советника; 6 декабря 1840 года стал членом Государственного совета.
Высочайшим указом 24 апреля 1843 года он был назначен директором Императорской публичной библиотеки. С 1844 года — член Государственного совета. Был награждён 1 января 1845 года орденом Св. Александра Невского, к которому 5 апреля 1849 года ему были пожалованы алмазные знаки. С 10 января 1847 года — действительный тайный советник. В 1848 году назначен председателем Комитета для высшего надзора в нравственном и политическом отношении за духом и направлением всех произведений российского книгопечатания (Бутурлинский комитет).
Умер 9 (21) октября 1849 года. Похоронен в церкви Святого Духа Александро-Невской лавры.

По характеристике князя П. А. Вяземского, Бутурлин был:
Человек умный и с способностями, с большими предубеждениями; сердца, полагаю, довольно жёсткого и честолюбия на многое готового, но вообще одарённый тем, что выводить людей везде и всегда. Мало кто имел  бы столько прозвищ, как он. Сперва был он Бутурлин-Жомини, потому что стал известен военными сочинениями; там Бутурлин-Трокадеро, потому что находился при главной квартире герцога Ангулемского во время испанской войны; там Бутурлин-доктринёр, по сгибу ума его и мнениям, цельным и порешённым однажды навсегда. Под конец прозвали его барынею 17 столетия, по поводу драмы, которую представляли на Александринском театре, и вследствие понятий его отсталых.

## Семья
С 8 апреля 1824 года Бутурлин был женат на Елизавете Михайловне Комбурлей (1805—07.07.1859), старшей дочери сенатора Михаила Ивановича Комбурлея (1761—1821) от его брака с Анной Андреевной Кондратьевой (1783—1864). Получил в приданое богатое имение Хотень, где работал над историческими трудами. По свидетельству П. А. Вяземского, своими успехами в гражданской службе Бутурлин был обязан жене и аничковским балам, «на которые он не пускал её без себя, а его не приглашали, как отставного». По воспоминаниям А. О. Смирновой, Бутурлин «давал балы и преподлый ужин». Его дом украшали богатая картинная галерея и мраморные бюсты. Он увлекался карточной игрой и на свои выигрыши покупал наряды для жены. Про жену его Елизавету Михайловну, имевшую в свете репутацию красавицы, Смирнова писала:
Она была богата, всегда accoutrée, по-моему, совсем нехороша, а так себе: глаза — гляделочки. Говорили, что отец её накрал во время войн, бывши подольским губернатором. Он, главное, наживался от безмозглых поляков. Они все были более или менее замараны в интрижках.
В июле 1842 года Е. М. Бутурлина получила орден Св. Екатерины меньшого креста, а 23 апреля 1854 года была пожалована в статс-дамы. Её особняк на Сергиевской улице — один из самых пышных в Петербурге образчиков «второго барокко» — был после её смерти выкуплен под посольство Австро-Венгрии. Скончалась «от рака груди и сухотки» в 1859 году в Париже. Похоронена в России. Дети:
- Анна (01.04.1825[10]—1906), крещёна 2 апреля 1825 года в Казанском соборе при восприемстве И. В. Васильчикова и своей бабушки А. А. Комбурлей; фрейлина, супруга графа П. С. Строганова.
- Пётр (26.04.1826[11]—14.06.1877), крещён 29 апреля 1826 года в Казанском соборе, крестник И. В. Васильчикова и своей бабушки А. А. Комбурлей; полковник лейб-гвардии Конного полка, скончался в Париже от рака кишечника.
- Ольга (14.09.1829[12]— ?), крестница И. В. Васильчикова.
- Николай (21.09.1835[13]—03.08.1836[14]), крещён 7 ноября 1835 года в Казанском соборе при восприемстве Николая I и своей бабушки А. А. Комбурлей, умер в 9 месяцев от зубов, похоронен в Александро-Невской лавре.

## Сочинения
Бутурлин — автор ряда трудов на военно-историческую тематику, в том числе официозного изложения событий Отечественной войны 1812 года. Большинство из них были написаны на французском языке, позже переведены на русский. Сочинения Бутурлина содержат богатый фактический материал, который до сих пор используется историками.